# Olympische Sommerspiele 1992/Teilnehmer (Trinidad und Tobago)
| Gelbes Symbol für Goldmedaillen mit stilisierten Olympischen Ringen | Graues Symbol für Silbermedaillen mit stilisierten Olympischen Ringen | Braundes Symbol für Bronzemedaillen mit stilisierten Olympischen Ringen |
| ------------------------------------------------------------------- | --------------------------------------------------------------------- | ----------------------------------------------------------------------- |
| —                                                                   | —                                                                     | —                                                                       |

Trinidad und Tobago nahm an den Olympischen Sommerspielen 1992 in Barcelona, Spanien, mit einer Delegation von sieben Sportlern (allesamt Männer) teil.

## Teilnehmer nach Sportarten

### Leichtathletik
- Ato Boldon
100 Meter: Vorläufe
200 Meter: Vorläufe

- Neil De Silva
200 Meter: Halbfinale
4 × 400 Meter: 7. Platz

- Ian Morris
400 Meter: 4. Platz
4 × 400 Meter: 7. Platz

- Alvin Daniel
400 Meter: Viertelfinale
4 × 400 Meter: 7. Platz

- Patrick Delice
400 Meter: Vorläufe
4 × 400 Meter: 7. Platz

### Radsport
- Maxwell Cheeseman
Sprint: 2. Runde

- Gene Samuel
1000 Meter: 8. Platz
Punkterennen: 19. Platz